# Gaio Elvio Cinna
Gaio Elvio Cinna (in latino Gaius Helvius Cinna; Brixia, 85 a.C. circa – Roma, 20 marzo 44 a.C.) è stato un poeta romano attivo attorno alla metà del I secolo a.C., protetto di Cesare e autore dell'opera Zmyrna.

## Biografia
Poche e incerte sono le notizie sulla sua vita, a partire dalla data e dal luogo di nascita: originario della Gallia cisalpina, nacque forse a Brixia, l'attuale Brescia. Imparentato con Cesare, fu amico di Catullo, insieme al quale seguì il propretore Gaio Memmio in Bitinia nel 57 a.C.. Da qui, lui stesso, o suo padre, portò a Roma il poeta Partenio.
Anche le circostanze della sua morte non sono certe, ed hanno dato vita a numerose discussioni. Svetonio, Valerio Massimo, Appiano e Cassio Dione affermano che, al funerale di Giulio Cesare, un certo Elvio Cinna fu ucciso per errore, venendo scambiato per il cospiratore Cornelio Cinna. Gli ultimi tre scrittori menzionati affermano che la persona uccisa era un tribuno della plebe, mentre Plutarco afferma che l'uomo ucciso dalla folla era un poeta.

## Opere
Cicerone includeva Cinna nella cerchia dei poeti neoterici, nome con cui definiva alcuni poeti a lui contemporanei che si ispiravano ad autori dell'età ellenistica, come appunto Partenio. I neoterici, in latino chiamati poetae novi, erano definiti polemicamente e in maniera spregiativa da Cicerone nel senso di "quelli alla moda", e le loro opere erano quindi giudicate negativamente.

### Zmyrna
et flentem paulo vidit post Hesperus idem.»
(Elvio Cinna, Fr. 1)
(Elvio Cinna, Fr. 2)
Lo Zmyrna, ossia Mirra, fu l'opera principale di Cinna: si tratta di un epillio sull'amore incestuoso di Mirra per il padre Cinira, tema tipico della poesia ellenista; l'eros malato e tragico, infatti, era stato trattato già da Partenio, per esempio nel suo repertorio di miti dedicato a Cornelio Gallo.
Catullo, il più famoso poeta neoterico, nel carme 95 elogiò il poema di Cinna e ne salutò la pubblicazione come un momento di grande innovazione, in netto contrasto con tutte le opere di quei poeti che, pur se a lui contemporanei, ancora continuavano ad ispirarsi ai poemi storici arcaici tipici di Ennio (come l'oscuro Volusio di cui non resta nulla); verso di essi Catullo nutriva un profondo disprezzo. Inoltre, egli lodò anche l'impegno che Cinna profuse nella stesura della sua opera, avendo impiegato ben nove anni per concluderla.
Proprio questa caratteristica rese Mirra il simbolo stesso della poesia nuova, che si basava sull'estrema cura formale dei versi, il labor limae; ancora lo stesso Orazio alludeva verosimilmente a Cinna, quando raccomandava di revisionare i propri componimenti per nove anni, prima di pubblicarli. Di questo poema divenne proverbiale anche la difficoltà dei suoi numerosi riferimenti eruditi, tanto che alcuni grammatici dell'epoca scrissero dei veri e propri commenti all'opera.
Tutto questo è indice dell'apprezzamento di cui certamente l'epillio dovette godere allora; tuttavia, di esso, ci sono pervenuti soltanto tre versi.

### Epigrammi
scalpit. Quid credas hunc sibi velle? Virum.»
(Elvio Cinna, Epigramma 1)
Inoltre, scrisse alcuni epigrammi in distici, scazonti, faleci, sempre per occasioni particolari. Proprio un epigramma è l'unico componimento integro che ci è pervenuto di tutta la sua opera: un elogio, ripreso da Callimaco, di Arato e del suo poema, I Fenomeni, che era molto apprezzato dai poeti romani ed usato come fonte d'ispirazione: 
(Elvio Cinna, Epigramma 2)
Questo epigramma doveva accompagnare un'edizione particolarmente lussuosa del poema di Arato, che veniva portato in dono dalla lontana Bitinia, via mare; Cinna qui paragona la preziosità dell'edizione a quella del poema stesso, e, del resto, lo stesso epigramma d'accompagnamento impreziosisce il dono. È questo un tema che evidentemente rispecchia la poetica neoterica; circa lo stile, si può infatti notare come la consueta erudizione e l'estrema attenzione nello scegliere e nel disporre le parole sappiano coniugarsi in tale contesto con la leggerezza e l'eleganza, doti che rendono il componimento quasi spontaneo e naturale, evitando di farlo cadere nella leziosità tipica della poesia preneoterica.

### Propempticon Pollionis
A Cinna è anche attribuito il Propempticon Pollionis, un poemetto d'accompagnamento per un viaggio, occasionale, scritto per Asinio Pollione in partenza per la Grecia, nel 56 a.C. Anche per quest'opera deve aver esercitato una certa influenza Partenio, che aveva scritto un componimento analogo. In ogni caso, Cinna, oltre alle espressioni formali d'augurio per il viaggio, dava conto in questa poesia anche dei luoghi che avrebbe visitato l'amico, con la loro storia e le opere d'arte. Lo stile del carme era, anche in questo caso, difficile, pieno di erudizione, e per questo di esso si occupò il grammatico Igino, in epoca augustea.